# Porsche Supercup
Der Porsche Mobil 1 Supercup ist eine internationale Markenpokal-Rennserie von Porsche. In der seit 1993 ausgetragenen Meisterschaft werden einheitliche Rennwagen auf Basis des Porsche 911 eingesetzt.
Die Rennveranstaltungen werden im Rahmenprogramm der Formel-1-Weltmeisterschaft durchgeführt.
Neben dem Supercup werden auch nationale und internationale Porsche Carrera Cups in vielen Ländern und Regionen wie z. B. Asien, Australien, Benelux, Brasilien, Deutschland, Frankreich, Großbritannien, Italien, Japan und Skandinavien ausgetragen.

## Historie
Mit dem Porsche Supercup gründete Porsche 1992 seine erste internationale Markenrennserie, die 1993 erstmals ausgetragen wurde. Vorher hatte Porsche bereits 1990 mit dem Porsche Carrera Cup Deutschland eine nationale Markenmeisterschaft mit vergleichbaren Rahmenbedingungen gegründet.
Die Rennserie hatte in ihrer Geschichte mehrere Sponsoren, nach denen die Serie benannt wurde. Bis 1999 hatte sie den Namen Porsche Pirelli Supercup und von 2000 bis 2008 hieß sie Porsche Michelin Supercup. Seit 2009 nennt sich die Rennserie Porsche Mobil 1 Supercup.
Wie auch im Carrera Cup hat der Porsche Supercup das Ziel eine Rennserie anzubieten, in der alle Fahrer unter gleichen technischen Bedingungen gegeneinander antreten.
Mit Gründung wurden der Fahrertitel und die Teamwertung vergeben. Später kam die Sonderwertung für Rookies und mit der Saison 2017 zusätzlich die Amateur-Wertung hinzu. Profi- und Nachwuchsfahrer starteten in der Gesamtwertung und die Amateure in der B-Wertung bzw. ab 2018 in der ProAm-Wertung.
In der Meisterschaft werden Preisgelder an die Fahrer und Teams vergeben. Die Höhe unterscheidet sich anhand der Wertung und der Platzierung im Rennen bzw. in der Meisterschaftsplatzierung. 2020 gab es Preisgelder und Sachpreise in Höhe von über 630.000 EUR.

### Reglement
Der Porsche Mobil 1 Supercup unterliegt dem sportlichen und technischen Reglement des DMSB. Alle gemeldeten Fahrer müssen mindestens eine Internationale Lizenz C oder höher besitzen, um in der Serie starten zu dürfen.
Für jedes beendete Rennen erhalten klassifizierte Fahrer Punkte, die in der Meisterschaftswertung gezählt werden. Die Fahrerpunkte eines Teams werden zur Teamwertung gezählt.
| zurückgelegte Distanz | vergebene Punkte |
| --------------------- | ---------------- |
| ab 75 %               | 100 %            |
| ab 50 %               | 50 %             |
| weniger als 50 %      | keine            |

Bei vorzeitigem Rennabbruch werden, abhängig von der zurückgelegten Distanz, nur die halbe Punktzahl oder keine Punkte vergeben (siehe Tabelle).
Alle Fahrer setzen technisch übereinstimmende Rennwagen ein, die für die jeweilige Rennsaison freigegeben sind. Die Fahrzeuge werden von Porsche produziert und entsprechen den technischen Reglements der FIA (Anhang J) des DMSB. Es sind Einheitsreifen von Michelin für alle Teilnehmer vorgeschrieben.
Die Einhaltung der technischen Vorgaben wird von Technischen Kommissaren vor dem Rennen bei der Abnahme und durch Stichproben nach dem Rennen überwacht.

### Austragungsorte und Rennablauf
Die Rennen werden zusammen mit der Formel-1-Weltmeisterschaft ausgetragen. Die Rennen finden hauptsächlich in Europa statt.
Von 1993 bis 2011 wurde an einem Rennwochenende ein Rennen gefahren. Lediglich bei den Rennen außerhalb Europas in Nordamerika oder auf der Arabischen Halbinsel wurden zwei Läufe durchgeführt.
Seit 2012 werden teilweise auch auf europäischen Rennstrecken zwei Läufe an einem Wochenende ausgetragen. Die Rennsaison beinhaltet in der Regel zwischen zehn bis zwölf Veranstaltungen.
An einem Rennwochenende findet stets am Freitag das 30- bis 45-minütige freie Training statt. Am Samstag ist das Qualifying über rund 30 Minuten. Jeweils ein Sprintrennen über 30 Minuten wird am Samstag und Sonntag gefahren.

## Punktesystem
In der Gesamtwertung werden an die ersten 15 klassifizierten Fahrer Punkte in folgender Anzahl vergeben. Gaststarter sind nicht punkteberechtigt. Nachfolgend klassifizierte Fahrer rücken entsprechend der Punktevergabe auf:
| Platz  | 1. | 2. | 3. | 4. | 5. | 6. | 7. | 8. | 9. | 10. | 11. | 12. | 13. | 14. | 15. |
| Punkte | 25 | 20 | 17 | 14 | 12 | 10 | 9  | 8  | 7  | 6   | 5   | 4   | 3   | 2   | 1   |

## Fahrzeuge

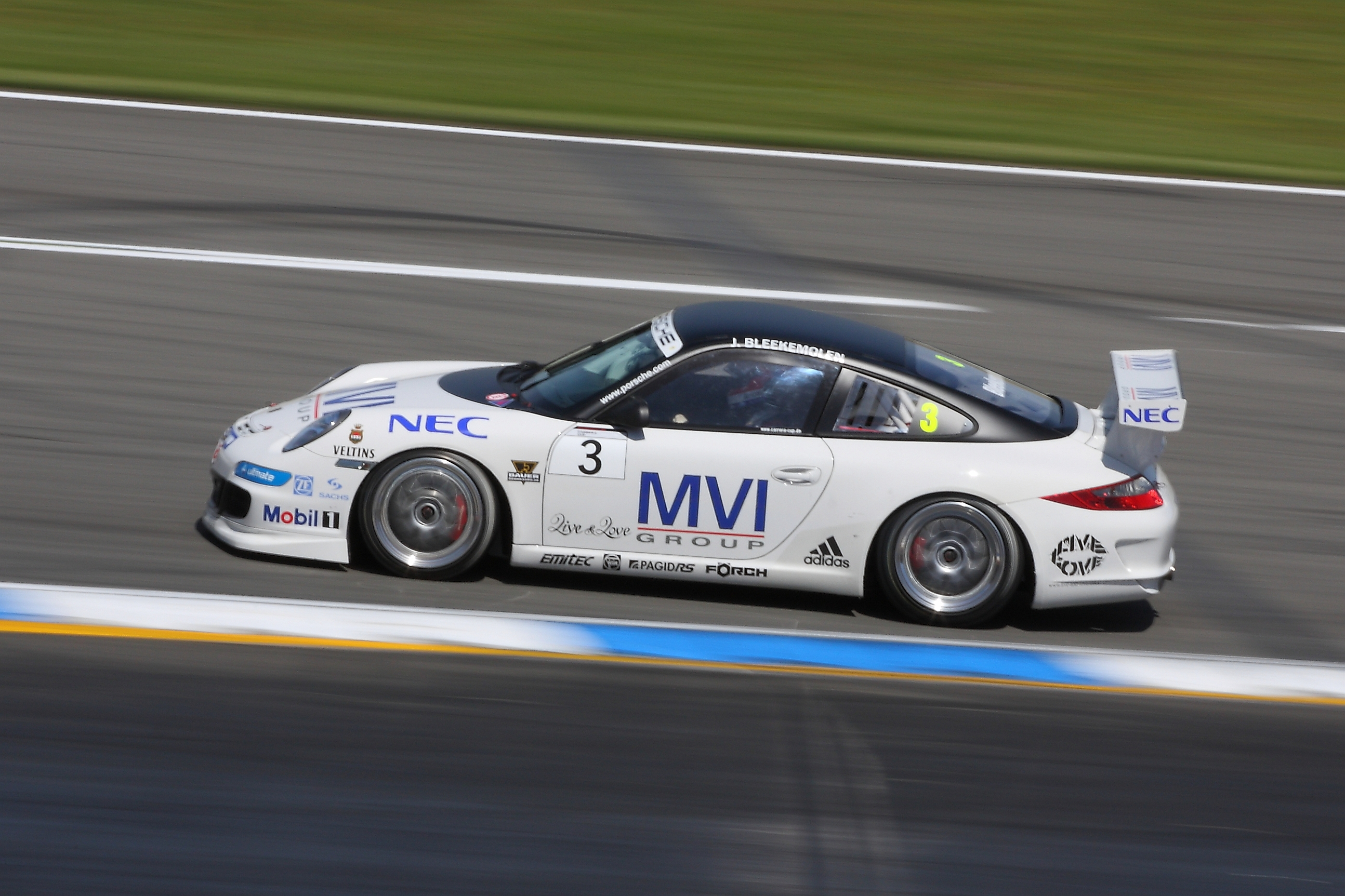
Ein 911 GT3 Cup Typ 997 im Renneinsatz 2009

Im Porsche Supercup werden seit der Gründung ausschließlich Rennwagen eingesetzt, die auf Basis des Porsche 911 entstehen. Die Rennwagen werden vom jeweils aktuellen Serienmodell abgeleitet entwickelt.
Dazu gehören der Aufbau der Karosserie mit leichten Materialien und Komponenten zur Gewichtsreduktion (wie Dünnglas, Aluminium- und CFK-Teile) und Erhöhung des Fahranpressdrucks (wie Front- und Heckflügel, Unterbodenverkleidung), Einbau eines Sicherheitskäfigs, Motorsportsitzes und 6-Punkt-Gurtes zum Schutz des Fahrers, Einbau eines Sicherheitstanks und einer Feuerlöschanlage, Einbau eines Motorsportfahrwerks, mit dem die Fahrzeughöhe, Feder- und Fahreigenschaften individuell eingestellt werden können, sowie eines gegenüber dem Serienmodell leistungsgesteigerten bzw. standfesteren Motors.
Seit 1998 werden alle für diese Rennserie gebauten Wagen als 911 GT3 Cup vermarktet.
Folgende Fahrzeuge wurden bislang im Porsche Supercup eingesetzt:
| Rennwagen                  | 911 Carrera RS Typ 964 (1993)                                                                                    | 911 Cup 3.8 Typ 993 (1994–1997)                                                                                  | 911 GT3 Cup Typ 996 (1998–2001) | 911 GT3 Cup Typ 996 II (2002–2004) | 911 GT3 Cup Typ 997 (2005–2009)                                                                                 | 911 GT3 Cup Typ 997 II (2010–2012)                                                                              | 911 GT3 Cup Typ 991 (2013–2016)                                                                                 | 911 GT3 Cup Typ 991 II (2017–2020)                                                                              |
| -------------------------- | --- | --- | --- | --- | --- | --- | --- | --- |
| Motor:                     | 6-Zylinder-Boxermotor (Viertakt)                                                                                 | 6-Zylinder-Boxermotor (Viertakt)                                                                                 | 6-Zylinder-Boxermotor (Viertakt) | 6-Zylinder-Boxermotor (Viertakt) | 6-Zylinder-Boxermotor (Viertakt)                                                                                | 6-Zylinder-Boxermotor (Viertakt)                                                                                | 6-Zylinder-Boxermotor (Viertakt)                                                                                | 6-Zylinder-Boxermotor (Viertakt)                                                                                |
| Hubraum:                   | 3598 cm³ | 3797 cm³ | 3598 cm³ | 3598 cm³ | 3598 cm³ | 3797 cm³ | 3797 cm³ | 3996 cm³ |
| Bohrung × Hub:             | 100,0 × 76,4 mm                                                                                                  | 102,7 × 76,4 mm                                                                                                  | 100,0 × 76,4 mm | 100,0 × 76,4 mm | 100,0 × 76,4 mm                                                                                                 | 102,7 × 76,4 mm                                                                                                 | 102,7 × 76,4 mm                                                                                                 | 102,0 × 81,5 mm                                                                                                 |
| Leistung bei 1/min:        | 202 kW (275 PS) bei 6200                                                                                         | 228 kW (310 PS) bei 6100 ab 1996: 232 kW (315 PS) bei 6200                                                       | 265 kW (360 PS) bei 7200 ab 1999: 272 kW (370 PS) bei 7200                                                                                            | 279 kW (380 PS) bei 7200 ab 2004: 287 kW (390 PS) bei 7200                                                                                            | 294 kW (400 PS) bei 7300 ab 2008: 309 kW (420 PS) bei 7300                                                      | 331 kW (450 PS) bei 7300                                                                                        | 338 kW (460 PS) bei 7500                                                                                        | 357 kW (485 PS) bei 7500                                                                                        |
| Max. Drehmoment bei 1/min: | 314 Nm bei 5000                                                                                                  | 360 Nm bei 5500 ab 1996: 370 Nm bei 5500                                                                         | 360 Nm bei 6250 ab 1999: 370 Nm bei 6250 | 380 Nm bei 6250 ab 2004: 390 Nm bei 6500 | 400 Nm bei 6500 ab 2008: 420 Nm bei 6500                                                                        | 420 Nm bei 6500                                                                                                 | ? Nm | 480 Nm bei 6250                                                                                                 |
| Verdichtung:               | 11,0 : 1 | 11,5 : 1 | 11,7 : 1 | 11,7 : 1 | 12,0 : 1 | 12,0 : 1 | 12,5 : 1 | 12,5 : 1 |
| Ventilsteuerung:           | eine obenliegende Nockenwelle je Zylinderbank, Antrieb durch zwei hydraulisch gespannte Rollenketten             | eine obenliegende Nockenwelle je Zylinderbank, Antrieb durch zwei hydraulisch gespannte Rollenketten             | eine obenliegende Nockenwelle je Zylinderbank, Antrieb durch zwei hydraulisch gespannte Rollenketten                                                  | eine obenliegende Nockenwelle je Zylinderbank, Antrieb durch zwei hydraulisch gespannte Rollenketten                                                  | zwei obenliegende Nockenwellen je Zylinderbank, Antrieb durch zwei hydraulisch gespannte Rollenketten           | zwei obenliegende Nockenwellen je Zylinderbank, Antrieb durch zwei hydraulisch gespannte Rollenketten           | zwei obenliegende Nockenwellen je Zylinderbank, Antrieb durch zwei hydraulisch gespannte Rollenketten           | zwei obenliegende Nockenwellen je Zylinderbank, Antrieb durch zwei hydraulisch gespannte Rollenketten           |
| Kühlung:                   | Luftkühlung (Gebläse)                                                                                            | Luftkühlung (Gebläse)                                                                                            | Wasserkühlung | Wasserkühlung | Wasserkühlung                                                                                                   | Wasserkühlung                                                                                                   | Wasserkühlung                                                                                                   | Wasserkühlung                                                                                                   |
| Lenkung:                   | ohne Servounterstützung                                                                                          | ohne Servounterstützung                                                                                          | Servolenkung | Servolenkung | Servolenkung | Servolenkung | Servolenkung | Servolenkung |
| Getriebe:                  | 5-Gang-Schaltgetriebe                                                                                            | 6-Gang-Schaltgetriebe                                                                                            | 6-Gang-Schaltgetriebe | 6-Gang-Schaltgetriebe | sequentielles 6-Gang-Klauengetriebe                                                                             | sequentielles 6-Gang-Klauengetriebe                                                                             | sequentielles 6-Gang-Klauengetriebe                                                                             | sequentielles 6-Gang-Klauengetriebe                                                                             |
| Antrieb:                   | Hinterradantrieb, Sperrdifferenzial                                                                              | Hinterradantrieb, Sperrdifferenzial                                                                              | Hinterradantrieb, Sperrdifferenzial | Hinterradantrieb, Sperrdifferenzial | Hinterradantrieb, Sperrdifferenzial                                                                             | Hinterradantrieb, Sperrdifferenzial                                                                             | Hinterradantrieb, Sperrdifferenzial                                                                             | Hinterradantrieb, Sperrdifferenzial                                                                             |
| Bremsen:                   | gelochte und innenbelüftete Scheibenbremsen, ABS                                                                 | gelochte und innenbelüftete Scheibenbremsen, ABS                                                                 | gelochte und innenbelüftete Scheibenbremsen, ABS | gelochte und innenbelüftete Scheibenbremsen, ABS | gelochte und innenbelüftete Scheibenbremsen, ABS                                                                | gelochte und innenbelüftete Scheibenbremsen, ABS                                                                | gelochte und innenbelüftete Scheibenbremsen, ABS                                                                | gelochte und innenbelüftete Scheibenbremsen, ABS                                                                |
| Radaufhängung vorn:        | einzeln an MacPherson-Federbeinen, Querlenkern, Stabilisator (einstellbar)                                       | einzeln an MacPherson-Federbeinen, Querlenkern, Stabilisator (einstellbar)                                       | einzeln an MacPherson-Federbeinen, Querlenkern, Stabilisator (einstellbar)                                                                            | einzeln an MacPherson-Federbeinen, Querlenkern, Stabilisator (einstellbar)                                                                            | einzeln an MacPherson-Federbeinen, Querlenkern, Stabilisator (einstellbar)                                      | einzeln an MacPherson-Federbeinen, Querlenkern, Stabilisator (einstellbar)                                      | einzeln an MacPherson-Federbeinen, Querlenkern, Stabilisator (einstellbar)                                      | einzeln an MacPherson-Federbeinen, Querlenkern, Stabilisator (einstellbar)                                      |
| Radaufhängung hinten:      | einzeln an Schräglenkern, Stabilisator (einstellbar)                                                             | einzeln an Mehrlenkern, Stabilisator (einstellbar)                                                               | einzeln an Mehrlenkern, Stabilisator (einstellbar) | einzeln an Mehrlenkern, Stabilisator (einstellbar) | einzeln an Mehrlenkern, Stabilisator (einstellbar)                                                              | einzeln an Mehrlenkern, Stabilisator (einstellbar)                                                              | einzeln an Mehrlenkern, Stabilisator (einstellbar)                                                              | einzeln an Mehrlenkern, Stabilisator (einstellbar)                                                              |
| Federung vorn:             | Schraubenfedern                                                                                                  | Schraubenfedern                                                                                                  | doppelte Schraubenfedern | doppelte Schraubenfedern | doppelte Schraubenfedern                                                                                        | doppelte Schraubenfedern                                                                                        | doppelte Schraubenfedern                                                                                        | doppelte Schraubenfedern                                                                                        |
| Federung hinten:           | Schraubenfedern                                                                                                  | Schraubenfedern                                                                                                  | doppelte Schraubenfedern | doppelte Schraubenfedern | doppelte Schraubenfedern                                                                                        | doppelte Schraubenfedern                                                                                        | doppelte Schraubenfedern                                                                                        | doppelte Schraubenfedern                                                                                        |
| Karosserie:                | Selbsttragende Stahlkarosserie mit ausfahrbaren Heckspoiler, Überrollkäfig ab 1995: mit feststehendem Heckflügel | Selbsttragende Stahlkarosserie mit ausfahrbaren Heckspoiler, Überrollkäfig ab 1995: mit feststehendem Heckflügel | Selbsttragende Stahlkarosserie mit Kunststofftüren und -Heckdeckel und feststehendem Heckflügel, Überrollkäfig ab 2002: mit CFK-Türen und -Heckdeckel | Selbsttragende Stahlkarosserie mit Kunststofftüren und -Heckdeckel und feststehendem Heckflügel, Überrollkäfig ab 2002: mit CFK-Türen und -Heckdeckel | Selbsttragende Stahlkarosserie mit CFK-Türen, -Heck und -Heckdeckel und feststehendem Heckflügel, Überrollkäfig | Selbsttragende Stahlkarosserie mit CFK-Türen, -Heck und -Heckdeckel und feststehendem Heckflügel, Überrollkäfig | Selbsttragende Stahlkarosserie mit CFK-Türen, -Heck und -Heckdeckel und feststehendem Heckflügel, Überrollkäfig | Selbsttragende Stahlkarosserie mit CFK-Türen, -Heck und -Heckdeckel und feststehendem Heckflügel, Überrollkäfig |
| Tankinhalt:                | ? l | ? l | 64 l | 89 l | 90 l | 90 l | 100 l | 100 l |
| Spurweite vorn/hinten:     | 1379/1380 mm | 1405/1445 mm ab 1995: 1413/1452 mm                                                                               | 1475/1495 mm | 1485/1495 mm | 1516/1561 mm | 1516/1561 mm | 1538/1516 mm | 1538/1516 mm |
| Radstand:                  | 2272 mm | 2272 mm | 2350 mm | 2350 mm | 2355 mm | 2355 mm | 2456 mm | 2456 mm |
| Reifen/Räder:              | VA: 235/635 auf 8 J × 18 HA: 265/645 auf 9,5 J × 18                                                              | VA: 235/635 auf 8,5 J × 18 HA: 285/645 auf 10 J × 18                                                             | VA: 245/645 auf 8,5 J × 18 HA: 305/645 auf 10,5 J × 18                                                                                                | VA: 24/64-18 auf 9 J × 18 HA: 27/68-18 auf 11 J × 18                                                                                                  | VA: 24/64-18 auf 9 J × 18 HA: 27/68-18 auf 11 J × 18                                                            | VA: 24/64-18 auf 9,5 J × 18 HA: 27/68-18 auf 12 J × 18                                                          | VA: 27/65-18 auf 10,5 J × 18 HA: 31/71-18 auf 12 J × 18                                                         | VA: 27/65-18 auf 10,5 J × 18 HA: 31/71-18 auf 12 J × 18                                                         |
| Maße L × B × H:            | 4275 × 1652 × 1250 mm                                                                                            | 4245 × 1735 × 1240 mm                                                                                            | 4430 × 1765 × 1270 mm | 4430 × 1765 × 1270 mm | 4450 × 1815 × 1280 mm                                                                                           | 4450 × 1815 × 1280 mm                                                                                           | 4545 × 1852 × 1269 mm                                                                                           | 4564 × 1980 × 1246 mm                                                                                           |
| Leergewicht:               | 1120 kg | 1100 kg | 1140 kg | 1150 kg | 1150 kg | 1160 kg | ca. 1200 kg | ca. 1200 kg |
| Höchstgeschwindigkeit:     | 260 km/h | 280 km/h | 286 km/h | 286 km/h | 290 km/h | 290 km/h | ? km/h | ? km/h |
| Beschleunigung 0–100 km/h: | ca. 5,2 s | 4,7 s | ca. 4,0 s | ca. 4,0 s | ? s | ? s | ? s | ? s |

## Ergebnisse
In den bisher ausgetragenen Markenpokal-Meisterschaften gewannen folgende Fahrer die ersten drei Plätze der Fahrerwertung, die Amateur- und Rookie-Sonderwertungen, sowie folgende Rennteams die Teamwertung:
| Jahr | Sieger              | Zweiter            | Dritter             |
| ---- | ------------------- | ------------------ | ------------------- |
| 1993 | Altfrid Heger       | Uwe Alzen          | Enzo Calderari      |
| 1994 | Uwe Alzen           | Emmanuel Collard   | Jean-Pierre Malcher |
| 1995 | Jean-Pierre Malcher | Jürgen von Gartzen | Emmanuel Collard    |
| 1996 | Emmanuel Collard    | Jürgen von Gartzen | Patrick Huisman     |
| 1997 | Patrick Huisman     | Oliver Mathai      | Dominique Dupuy     |
| 1998 | Patrick Huisman     | Oliver Mathai      | Altfrid Heger       |
| 1999 | Patrick Huisman     | Oliver Mathai      | Stéphane Ortelli    |
| 2000 | Patrick Huisman     | Bernd Mayländer    | Stéphane Ortelli    |
| 2001 | Jörg Bergmeister    | Marco Werner       | Stéphane Ortelli    |
| 2002 | Stéphane Ortelli    | Marco Werner       | Timo Bernhard       |
| 2003 | Frank Stippler      | Wolf Henzler       | Pierre Kaffer       |
| 2004 | Wolf Henzler        | Christian Menzel   | Dirk Werner         |
| 2005 | Alessandro Zampedri | Patrick Huisman    | David Saelens       |
| 2006 | Richard Westbrook   | Uwe Alzen          | Richard Lietz       |
| 2007 | Richard Westbrook   | Damien Faulkner    | Uwe Alzen           |
| 2008 | Jeroen Bleekemolen  | Damien Faulkner    | Christian Mamerow   |
| 2009 | Jeroen Bleekemolen  | René Rast          | Štefan Rosina       |
| 2010 | René Rast           | Nick Tandy         | Norbert Siedler     |
| 2011 | René Rast           | Norbert Siedler    | Kuba Giermaziak     |
| 2012 | René Rast           | Kévin Estre        | Nicki Thiim         |
| 2013 | Nicki Thiim         | Sean Edwards       | Michael Ammermüller |
| 2014 | Earl Bamber         | Kuba Giermaziak    | Michael Ammermüller |
| 2015 | Philipp Eng         | Sven Müller        | Michael Ammermüller |
| 2016 | Sven Müller         | Matteo Cairoli     | Mathieu Jaminet     |
| 2017 | Michael Ammermüller | Dennis Olsen       | Matt Campbell       |
| 2018 | Michael Ammermüller | Nick Yelloly       | Thomas Preining     |
| 2019 | Michael Ammermüller | Ayhancan Güven     | Julien Andlauer     |
| 2020 | Larry ten Voorde    | Dylan Pereira      | Ayhancan Güven      |
| 2021 | Larry ten Voorde    | Jaxon Evans        | Ayhancan Güven      |
| 2022 | Dylan Pereira       | Larry ten Voorde   | Laurin Heinrich     |
| 2023 | Bastian Buus        | Larry ten Voorde   | Harry King          |
| 2024 | Larry ten Voorde    | Harry King         | Marvin Klein        |

| Team                           | Amateur         | Rookie              |
| ------------------------------ | --------------- | ------------------- |
| Porsche Zentrum Koblenz        |                 |                     |
| Porsche Zentrum Koblenz        |                 |                     |
| JMB Competition                |                 |                     |
| JMB Competition                |                 |                     |
| Olaf Manthey Racing            |                 |                     |
| Olaf Manthey Racing            |                 |                     |
| Olaf Manthey Racing            |                 |                     |
| Olaf Manthey Racing            |                 |                     |
| Farnbacher Racing              |                 |                     |
| Kadach Tuning                  |                 |                     |
| Farnbacher Racing              |                 |                     |
| Farnbacher Racing              |                 |                     |
| Walter Lechner Racing          |                 |                     |
| Racing Team Morellato PZ Essen |                 |                     |
| Lechner Racing Team Bahrain    |                 |                     |
| Konrad Motorsport              |                 |                     |
| Konrad Motorsport              |                 |                     |
| Al Faisal Lechner Racing       |                 |                     |
| Veltins Lechner Racing         |                 |                     |
| Hermes ATTEMPTO Racing         |                 |                     |
| ATTEMPTO Racing                |                 |                     |
| VERVA Lechner Racing Team      |                 |                     |
| Lechner Racing Middle East     |                 |                     |
| Lechner MSG Racing Team        |                 | Mathieu Jaminet     |
| Lechner MSG Racing Team        | Roland Bervillé | Dennis Olsen        |
| BWT Lechner Racing             | Roar Lindland   | Florian Latorre     |
| BWT Lechner Racing             | Roar Lindland   | Ayhancan Güven      |
| BWT Lechner Racing             | Roar Lindland   | Max van Splunteren  |
| Team GP Elite                  | Nicolas Misslin | Laurin Heinrich     |
| BWT Lechner Racing             |                 |                     |
| BWT Lechner Racing             |                 | Alessandro Ghiretti |
| Schumacher CLRT                |                 | Robert de Haan      |